# Centrum Kompleksowej Rehabilitacji w Konstancinie-Jeziornie

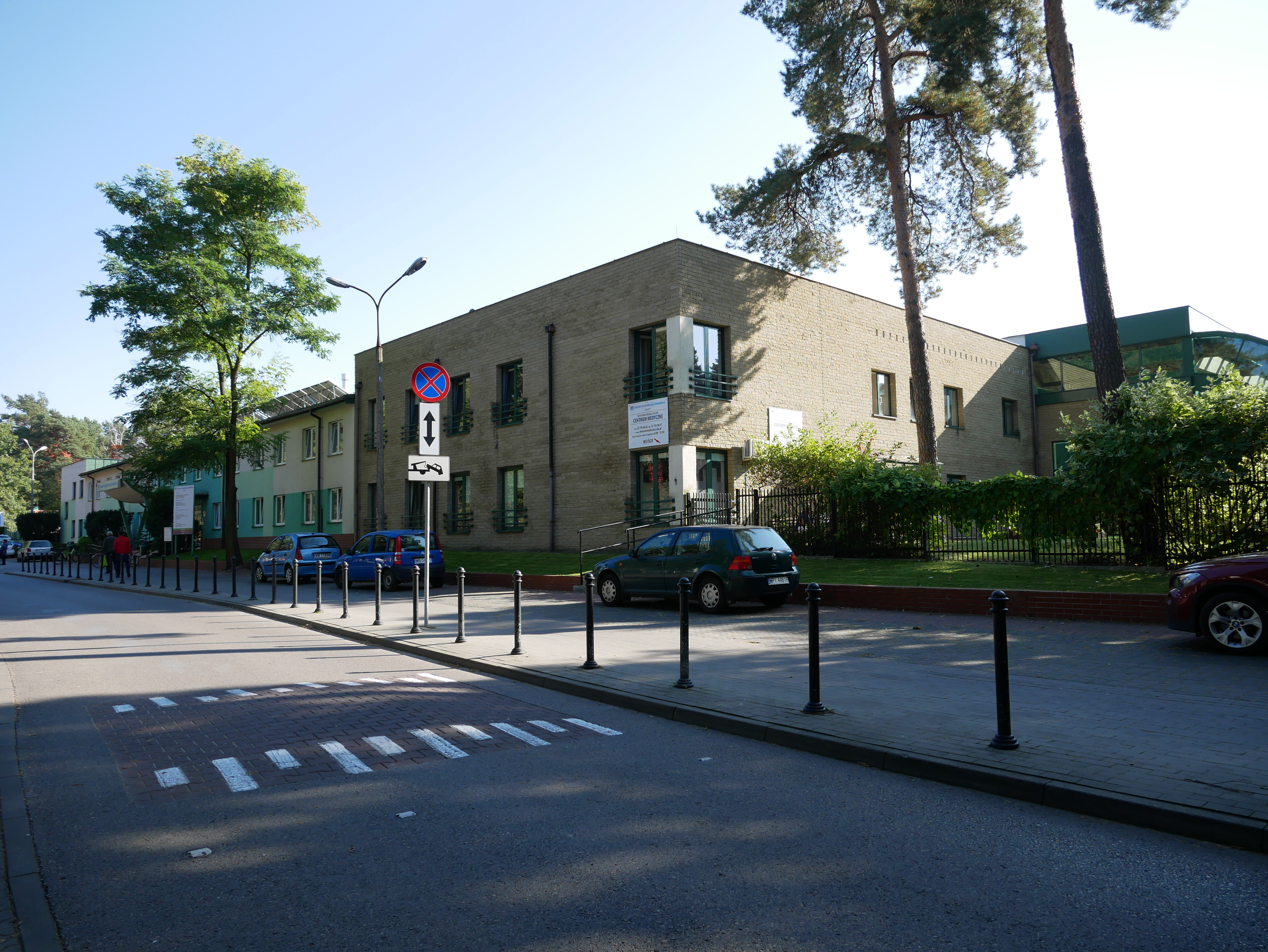
CKR

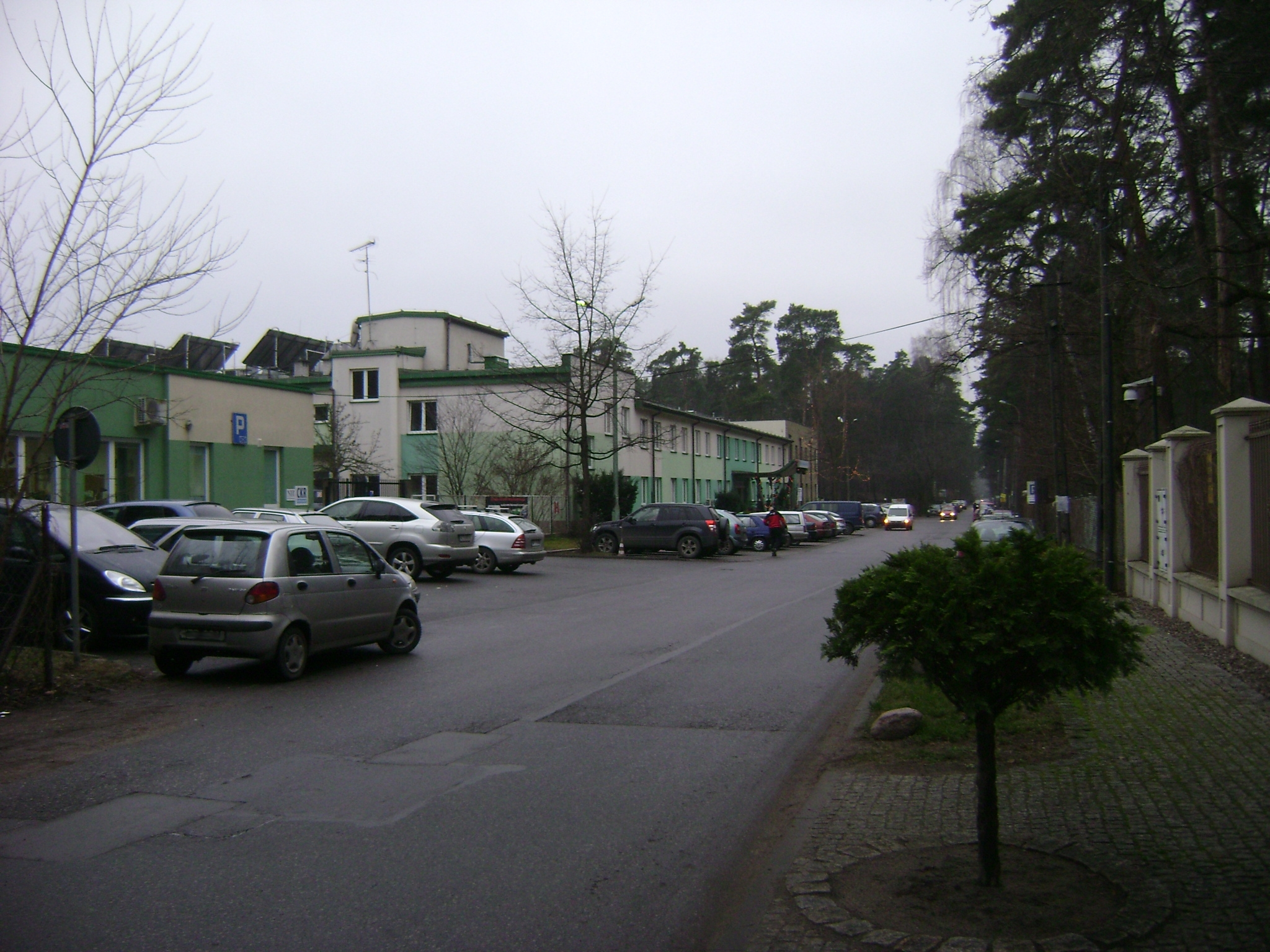
CKR

Centrum Kompleksowej Rehabilitacji Sp. z o.o. (do 2009 r. Centrum Kształcenia i Rehabilitacji) – ośrodek medyczny specjalizujący się w leczeniu schorzeń narządu ruchu i rehabilitacji osób niepełnosprawnych, zlokalizowany w Konstancinie-Jeziornie, w powiecie piaseczyńskim, w woj. mazowieckim (ul. Gąsiorowskiego 12/14).

## Historia
Ośrodek powstał w 1977 r. Inicjatorem jego założenia był prof. dr hab. n. med. Marian Weiss (prowadził w Konstancinie unikatowy na świecie program leczenia osób z uszkodzeniem rdzenia kręgowego), który zarazem był współtwórcą polskiej szkoły rehabilitacji oraz dr n. med. Hanna Dworakowska. Przyczynili się oni do wybudowania w Konstancinie-Jeziornie przy Spółdzielni Inwalidów Saturn zakładu pracy chronionej oraz szkoły zawodowej (kształciła w zawodach technicznych) z internatem. Celem ośrodka była edukacja zawodowa i rehabilitacją osób niepełnosprawnych.
Pierwszym dyrektorem zakładu był Mirosław Skarżyński. Plan nauczania placówki charakteryzował się indywidualnym podejściem do uczniów, rozwijaniem ich umiejętności i talentów., a także wyrównywaniem braków. W 1990 r. rozszerzono kształcenie młodzieży wprowadzając kierunki: informatyczny i ekonomiczny.
W 1994 r. powstała Przychodnia Rehabilitacyjna. W tym samym roku zaczęto organizować pobyty rehabilitacyjne. W 2001 r. przekształcono ośrodek w spółkę z ograniczoną odpowiedzialnością. Powstał Niepubliczny Zakład Opieki Zdrowotnej. Wybudowano część administracyjno-biurową i hotelowo-szkoleniową.
W 2002 r. zakład wzbogacił się o kriokomorę. W 2003 r. ukończono budowę basenu, a w 2006 r. oddano do użytku Oddział Chirurgii Jednego Dnia, Reumoortopedii i Chirurgii Kręgosłupa.
W 2009 r. zmieniono nazwę ośrodka na Centrum Kompleksowej Rehabilitacji.
Oprócz działalności medycznej CKR prowadzi działalność naukową, nad którą czuwa Rada Naukowo-Konsultacyjna. Istotnym jej elementem jest coroczna organizacja sympozjów naukowych, skierowanych do lekarzy, fizjoterapeutów oraz kadry zarządzającej placówkami medycznymi. Wydarzenia te są okazją do zaprezentowania osiągnięć ośrodka, wymiany wiedzy i doświadczeń, popularyzacji nowości naukowych. Co roku cieszą się dużym zainteresowanie zarówno wśród uczestników, jak i mediów branżowych. Centrum wydaje rocznik pt. „Przegląd Medyczny CKR”, którego adresatami są lekarze i fizjoterapeuci.

## Oddziały i filie

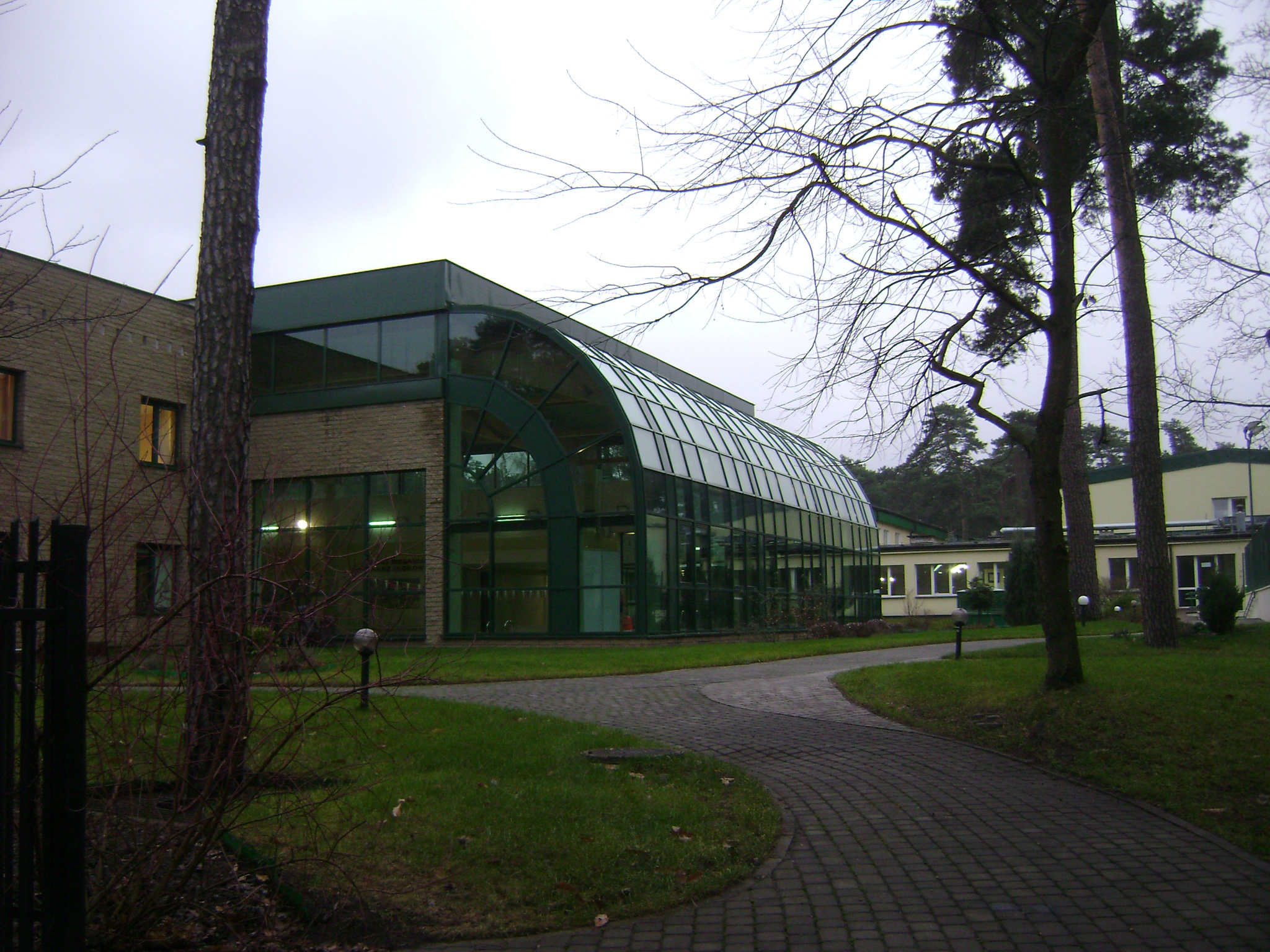
CKR, hala basenu

W Konstancinie Jeziornie ośrodek zajmuje 15 000 m² powierzchni (2009 r.). Działają na nim następujące placówki:
- Przychodnia Rehabilitacyjna, w skład której wchodzą poradnie: ortopedyczna, reumatologiczna, rehabilitacyjna;
- Stacjonarny Oddział Rehabilitacyjny (215 łóżek);
- Komercyjne Centrum Medyczne;
- Przychodnia Krioterapeutyczna;
- Kompleks rekreacji i bioodnowy, w skład którego wchodzą: basen, sala gimnastyczna, kort tenisowy, jaskinia solno-jodowa, gabinet fryzjerski oraz gabinet kosmetyczny;
- Ośrodek Szkolno-Wychowawczy z internatem (kształci w zawodach: technik informatyk oraz technik ekonomista[4]);
  - Szkolny Klub Sportowy „Konstancin” – powstał w 1996 r., należą do niego osoby niepełnosprawne z dysfunkcją narządu ruchu. Dyscypliny jakie są w nim uprawiane to: szermierka, koszykówka na wózkach, tenis ziemny na wózkach, pływanie. Członkowie klubu zdobyli m.in. złoty i srebrny medal w szermierce na Igrzyskach Paraolimpijskich Sydney 2000[5];
- Oddział Reumoortopedii i Chirurgii Kręgosłupa;
- Ośrodek Szkolenia Kierowców (prowadzi m.in. kursy prawa jazdy kategorii B dla osób niepełnosprawnych).

### Ogólnopolskie przychodnie rehabilitacyjne
- Filia 1, ul. Wasilkowskiego w Warszawie (powstała w 2002 r., w 2006 r. przekształcona w Filię nr 5);
- Filia 2, ul. Gałczyńskiego w Warszawie (powstała w 2003 r.);
- Filia 3, ul. Krasińskiego we Wrocławiu (powstała w 2005 r.);
- Filia 4, ul. Witolińska w Warszawie (powstała w 2006 r., w 2008 r. zmieniła lokalizację na ul. Majdańską);
- Filia 5, ul. KEN w Warszawie (powstała w 2006 r., zamknięta w 2016 r.);
- Filia 7, ul. Surowieckiego w Warszawie (powstała w 2016 r.)
- Poradnia Rehabilitacyjna, ul. Warszawska w Białymstoku (powstała w 2007 r., obecnie zamknięta).

## Nagrody i wyróżnienia
- 2003 – Mazowiecka Firma Roku (przyznawana przez Związek Pracodawców Warszawy i Mazowsza);
- 2004 – Motyl (przyznawana przez Fundację Porozumienie bez barier);
- 2005 – Wektor (przyznawana przez Konfederację Pracodawców Polskich);
- 2007 – Perły Medycyny[6].

## Certyfikaty
- Akredytacja Ministerstwa Zdrowia (Szpital Wielospecjalistyczny CKR, w skład którego wchodzą: Oddział Rehabilitacyjny, Oddział Rehabilitacji Neurologicznej, Oddział Ortopedii i Chirurgii Kręgosłupa w 2015 roku otrzymał ponownie prestiżowy status Szpitala Akredytowanego przez Ministerstwo Zdrowia).
- Certyfikat Systemu Zarządzania Jakością ISO 9001 (W 2014 r. firma wdrożyła kolejne systemy zarządzania i zintegrowała je z funkcjonującym w CKR Systemem Zarządzania Jakością. Potwierdzeniem spełnienie wymagań odnośnych norm są uzyskane certyfikaty: Certyfikat Systemu Zarządzania Środowiskowego na zgodność z normą EN ISO 14001, Certyfikat Systemu Zarządzania Bezpieczeństwem i Higiena Pracy na zgodność z normą OHSAS 18001, Certyfikat Systemu Zarządzania Bezpieczeństwem Informacji na zgodność z norma EN/IEC 27001, Certyfikat Systemu Zarządzania Bezpieczeństwem Żywności wg zasad HACCP które wraz z certyfikatem Systemu Zarządzania Jakością wg EN ISO 9001, stanowią potwierdzenie przez niezależną instytucję wdrożenia Zintegrowanego Systemu Zarządzania)[7].